# Archipetalia auriculata
Archipetalia auriculata is een libellensoort uit de familie van de Austropetaliidae, onderorde echte libellen (Anisoptera).
De wetenschappelijke naam van de soort is voor het eerst geldig gepubliceerd in 1917 door Tillyard.